# کاواتلی

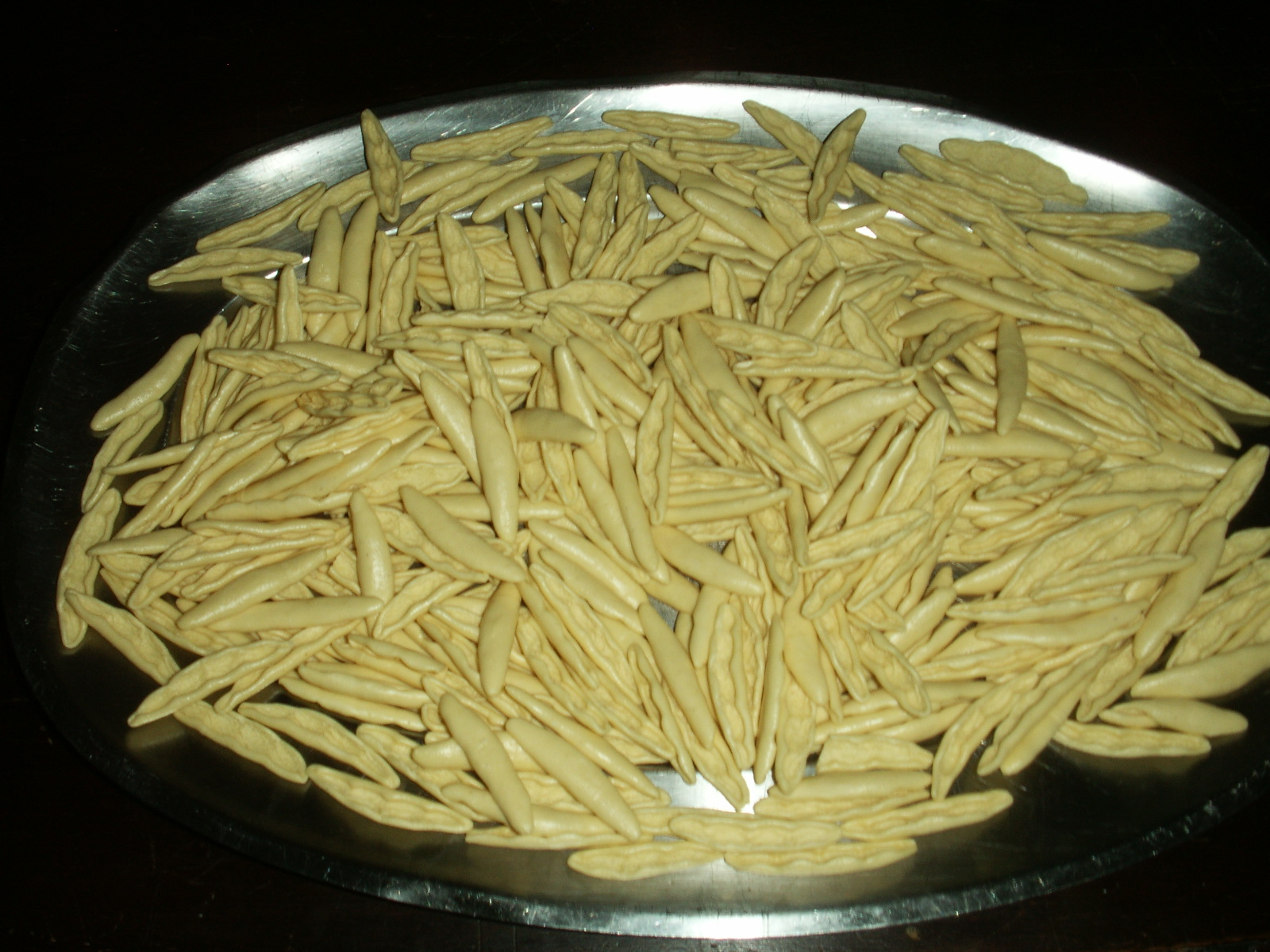
کاپونتی خشک، یکی از انواع کاواتلی از آپولیا

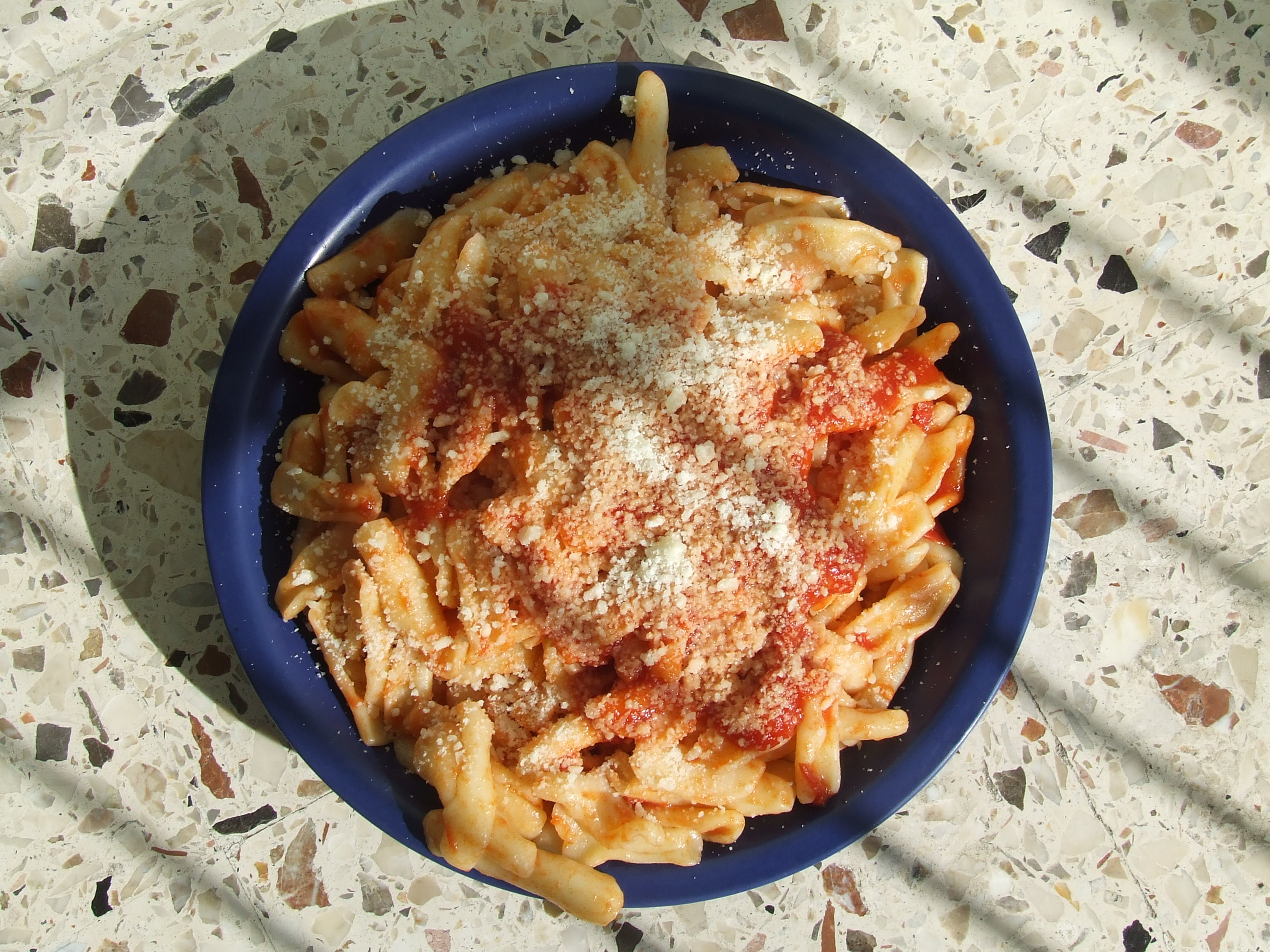
یک ظرف کاواتلی

کاواتلی (به معنای 'حفره‌های کوچک') صدف‌های کوچک پاستا هستند که از خمیر سمولینا یا آرد دیگر تهیه می‌شوند، که معمولاً با سیر و بروکلی یا راپینی پخته می‌شوند، یا به سادگی با سس گوجه‌فرنگی سرو می‌گردند. یک نوع دیگر، پنیر ریکوتا را به مخلوط خمیر اضافه می‌کند. نوع دیگری که با غذاهای دریایی تهیه می‌شود، در شهرها و روستاهای ساحلی بسیار محبوب است.

## نام‌ها و گونه‌های منطقه ای
انواع و نام‌های محلی زیادی از کواتلی وجود دارد، از جمله گنوچتی، ماناتلی، اورکیه دی پرته، استراسیناتی، تروکولی؛ کاپونتی، سینگوله، مینوئیچ، راسکاتلی، زینزین (باسیلیکاتا); کانتاروجینی، کاواتیددی، چکاتلی/چیکاتلی، چکاتیده، کورتسکه , مینویچی، استراسیناته، تگجونگله (آپولیا و کامپانیا); پینچینل (مارکه); کواتیله، انکاتنه، کازاریله، چیوفله (مولیز); کاواسونددی، کاواتونددی، گنوچیتی، گنوکولی (سیسیل), و پیزیکاری‌دی (آپولیا).
یک نوع خاص از کواتلی در کومونه (شهرداری) تگانو در کامپانیا معمول است، که به آن پارمیتیددی گفته می‌شود. پارمیتیددی بزرگ‌تر از کواتلی و به شکل صاف هستند. آنها با رول کردن خمیر چسبیده با سه انگشت یک دست به دست می‌آیند، به جای اینکه با یک انگشت مانند کواتلی معمولی تهیه شوند. پارمیتیددی معمولاً به عنوان پیش‌غذا در یکشنبه نخل سرو می‌شوند، زیرا شکل آنها شبیه به برگ درخت نخل است.

## مراجع
- Hildebrand, Caz; Kenedy, Jacob (2011). Géométrie de la pasta. Translated by Salsa, Patrice. Paris: Marabout. ISBN 9782501072441. OCLC 762599005.
- Zanini De Vita, Oretta (2009). Encyclopedia of Pasta. Translated by Fant, Maureen B. Berkeley, Calif.: University of California Press. ISBN 978-0-520-94471-8. OCLC 558881171.